# Lijst van rijksmonumenten in Oosterend (Súdwest-Fryslân)
De plaats Oosterend telt 11 inschrijvingen in het rijksmonumentenregister. Hieronder een overzicht. 
| Object | Oorspronkelijke functie?  | Bouwjaar | Architect     | Locatie              | Coördinaten?                 | Nr.?   | Afbeelding |
| --- | ------------------------- | --- | ------------- | -------------------- | ---------------------------- | ------ | --- |
| Pand met omlijste ingang en verdieping onder schilddak met hoekschoorstenen en gedichte halfronde lichtopeningen (mog. kaaspakhuis)               | Woonhuis                  | |               | Foarbuorren 2        | 53° 5' 51" NB, 5° 37' 8" OL  | 21544  | Pand met omlijste ingang en verdieping onder schilddak met hoekschoorstenen en gedichte halfronde lichtopeningen (mog. kaaspakhuis)               |
| Tweelingpand met goot op klossen onder twee schilddaken, haaks op de rooilijn, beide met twee hoekschoorstenen                                    | Woonhuis                  | 1835 |               | Foarbuorren 13       | 53° 5' 51" NB, 5° 37' 6" OL  | 21545  | Meer afbeeldingen |
| Blokvormig pand met omlijste ingang en verdieping met zesruitsvensters onder laag schilddak met twee hoekschoorstenen met borden (voorm. herberg) | Woonhuis                  | 1860 |               | Sibadawei 2          | 53° 5' 52" NB, 5° 37' 6" OL  | 21546  | Blokvormig pand met omlijste ingang en verdieping met zesruitsvensters onder laag schilddak met twee hoekschoorstenen met borden (voorm. herberg) |
| Voorm. openbare lagere school | Onderwijs en wetenschap   | 1870 |               | Griene Leane 5       | 53° 5' 48" NB, 5° 37' 8" OL  | 21547  | Openbare lagere school Voorm. openbare lagere school                                                                                              |
| Martinuskerk | Kerk en kerkonderdeel     | mog. ca. 1300 (sacristie) waarsch. 14e eeuw (kerk) 1688 (toren, verm. herb. van oudere voorganger) waarsch. 1862 (ommetseling) |               | De Streek 2          | 53° 5' 50" NB, 5° 37' 11" OL | 21548  | Meer afbeeldingen |
| Rispenserpoldermolen | Industrie- en poldermolen | 1821 1994 (verplaatsing en rest.)                                                                                              |               | Trijehuzen           | 53° 5' 21" NB, 5° 36' 26" OL | 21572  | Meer afbeeldingen |
| Pastorie | Kerkelijke dienstwoning   | 1861 | mog. J. Swart | Tsjerkebuorren 1     | 53° 5' 52" NB, 5° 37' 11" OL | 516334 | Pastorie |
| Pastorie, tuinen | Tuin, park en plantsoen   | 1860-1862 |               | bij Tsjerkebuorren 1 | 53° 5' 52" NB, 5° 37' 10" OL | 516335 | Upload foto |
| Pastorie, koetshuis | Bijgebouwen kastelen enz. | verm. 1861 |               | bij Tsjerkebuorren 1 | 53° 5' 52" NB, 5° 37' 11" OL | 516336 | Upload foto |
| Pastorie, voetgangersbrug | Brug                      | ca. 1920-1930 |               | bij Tsjerkebuorren 1 | 53° 5' 52" NB, 5° 37' 11" OL | 516337 | Pastorie, voetgangersbrug |
| Woonhuis met praktijkruimte en aangebouwd koetshuis in ambachtelijk-traditionele stijl met Chaletstijl-invloeden                                  | Dienstwoning              | ca. 1875 | mog. J. Swart | Van Eysingaleane 11  | 53° 5' 54" NB, 5° 36' 59" OL | 516357 | Woonhuis met praktijkruimte en aangebouwd koetshuis in ambachtelijk-traditionele stijl met Chaletstijl-invloeden                                  |